# Anqi Sheng

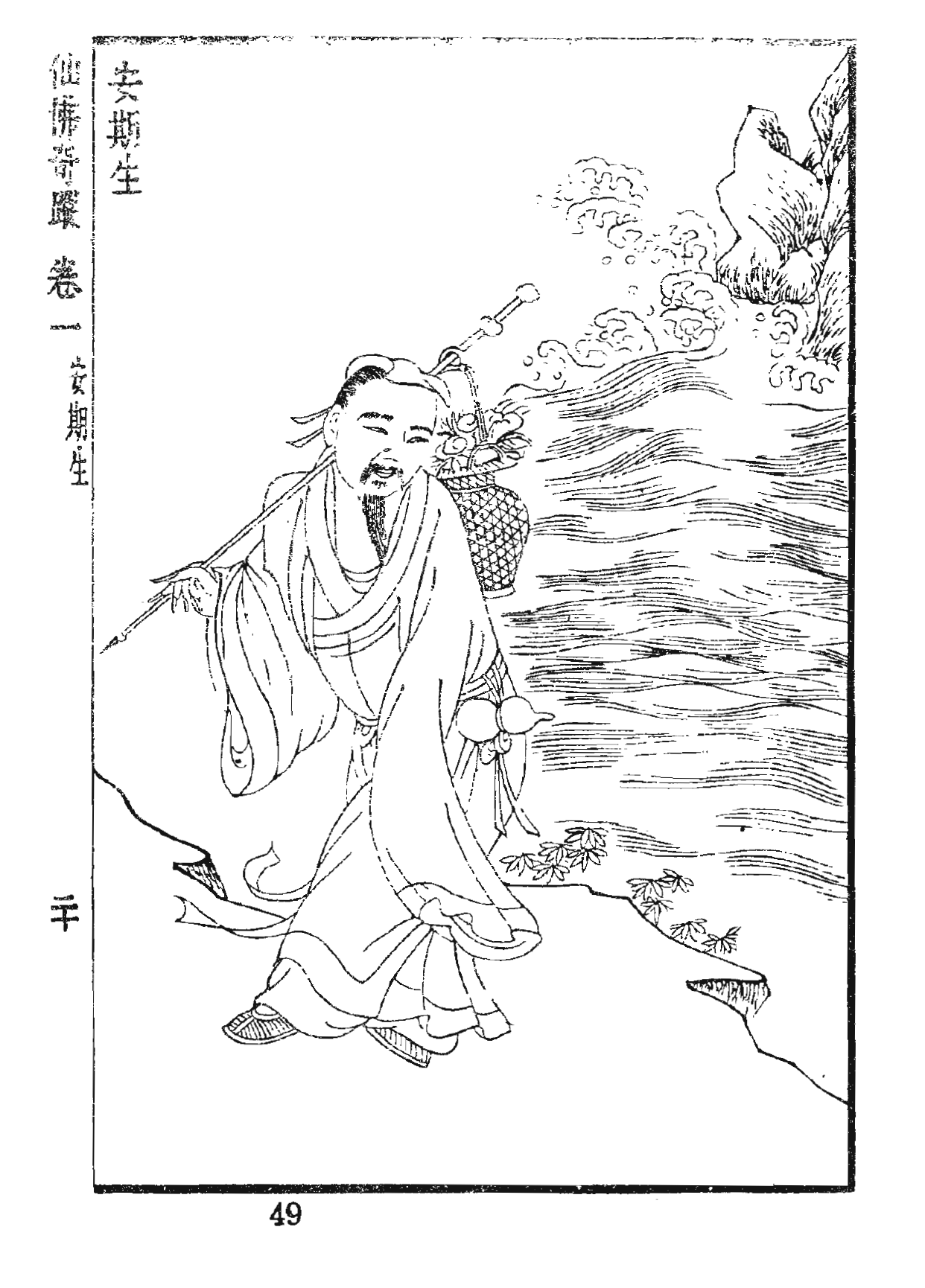
Anqi Sheng

Anqi Sheng (chinês tradicional: 安期生;Wade-Giles: An-ch’i Shêng) era um lendário imortal chinês, que se acredita ter mais de mil anos de idade na época do primeiro imperador Qin Shihuang.
Diz-se que Anqi Sheng vivia no Monte Penglai, era um mágico e possuía o poder de se tornar invisível quando desejasse. Segundo Liexian Zhuan, Qin Shihuang falou com ele por três dias e noites, oferecendo-lhe jade e ouro. Posteriormente, enviou uma expedição, comandada por Xu Fu, a fim de encontrá-lo e, também, seu elixir da longa vida.
Os Registros do Historiador afirmam que Li Shaojun visitou-o durante suas viagens. O imperador Wu de Han também enviou uma expedição para encontrá-lo. Anqi Sheng possui um posição importante nos movimentos taoístas Taiqing and Shangging.